# Lisna (geslacht)
Lisna is een monotypisch geslacht van spinnen uit de  familie van de Oonopidae (dwergcelspinnen).

## Soort
- Lisna trichinalis Benoit, 1979